# Hildegard Klär
Hildegard Klär (* 15. September 1940 in Hamburg) ist eine ehemalige hessische Politikerin (SPD) und Abgeordnete des Hessischen Landtags.

## Ausbildung und Beruf
Hildegard Klär studierte 1960 bis 1966 Sprachen in Hamburg und Innsbruck und arbeitete anschließend bis 1968 bei AFS Interkulturelle Begegnungen e.V. Nach einer Familienpause als Hausfrau arbeitete sie 1975–1990 als Dozentin bei der VHS Oberursel und 1975–1980 als Pfarrsekretärin.
Mit der Tätigkeit als Mitarbeiterin im Wahlkreis eines Bundestagsabgeordneten 1981 bis 1993 und als Regierungsangestellte in der Staatskanzlei von Rheinland-Pfalz 1993 bis 1995 verband sie ihre parteipolitische Arbeit mit dem Beruf.
Nach dem Ausscheiden aus dem Landtag trat Frau Klär 2003 in der Berliner Landesvertretung des Bundeslandes Rheinland-Pfalz bis zu ihrer Verrentung eine neue Arbeitsstelle in der dortigen Europa-Abteilung an.

## Politik
Hildegard Klär ist Mitglied der SPD und dort in vielen Vorstandsfunktionen tätig. Sie war seit 1985 Mitglied des Unterbezirksvorstands Hochtaunus, 1985 bis 1991 Ortsvereinsvorsitzende in Glashütten, 1987–1991 stellvertretende und 1991 bis 1999 Unterbezirksvorsitzende der SPD im Hochtaunuskreis.
Sie war von 1985 bis 1993 Mitglied der Gemeindevertretung Glashütten und ab 1993 Mitglied des Kreistags des Hochtaunuskreises.
Vom 5. April 1995 bis zum 4. April 2003 war sie Abgeordnete im Hessischen Landtag. Auch wenn sie den Wahlkreis 24 (Hochtaunus-West) bei beiden Wahlen nicht gewinnen konnte, wurde sie über die Landesliste in den Landtag gewählt. Dort war sie vom 5. April 1995 bis 4. April 1999 stellvertretende Vorsitzende des Europaausschusses sowie Mitglied im Petitionsausschuss gewesen. Hildegard Klär war vier Jahre lang medienpolitische Sprecherin der SPD-Landtagsfraktion.
Für ihr vielfältiges politisches, soziales und kulturelles Engagement erhielt Klär 2015 das Bundesverdienstkreuz am Bande.

## Sonstige Ämter
Hildegard Klär ist seit 2000 Vorstandsmitglied des Hessischen Volkshochschulverbandes e.V. Sie ist stark in der Europa-Union aktiv, war Vorsitzende der Europa-Union im Hochtaunus, stellvertretende Landesvorsitzende der Europa-Union Hessen und Präsidiumsmitglied der Europa-Union Deutschland. 
Hildegard Klär war Mitglied des Rundfunkrates des Hessischen Rundfunks.